# Domesday Book

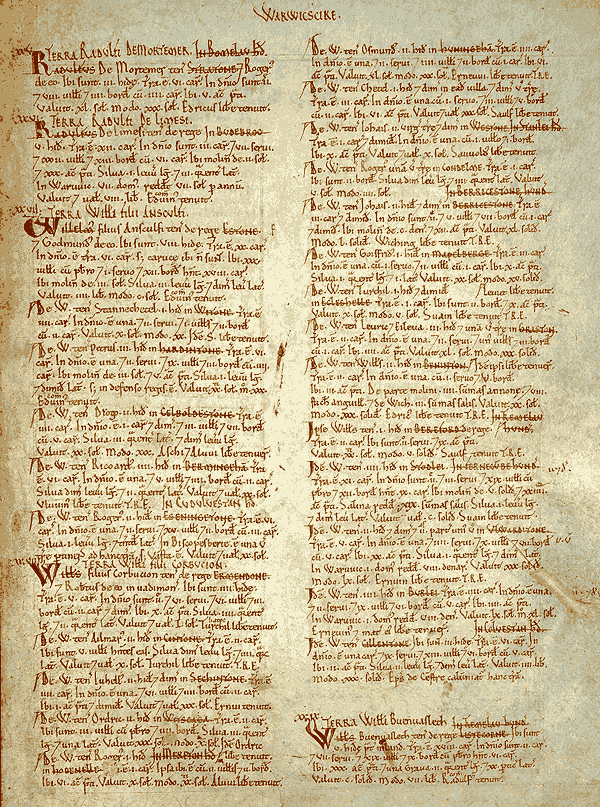
Domesday, stránka o Warwickshire

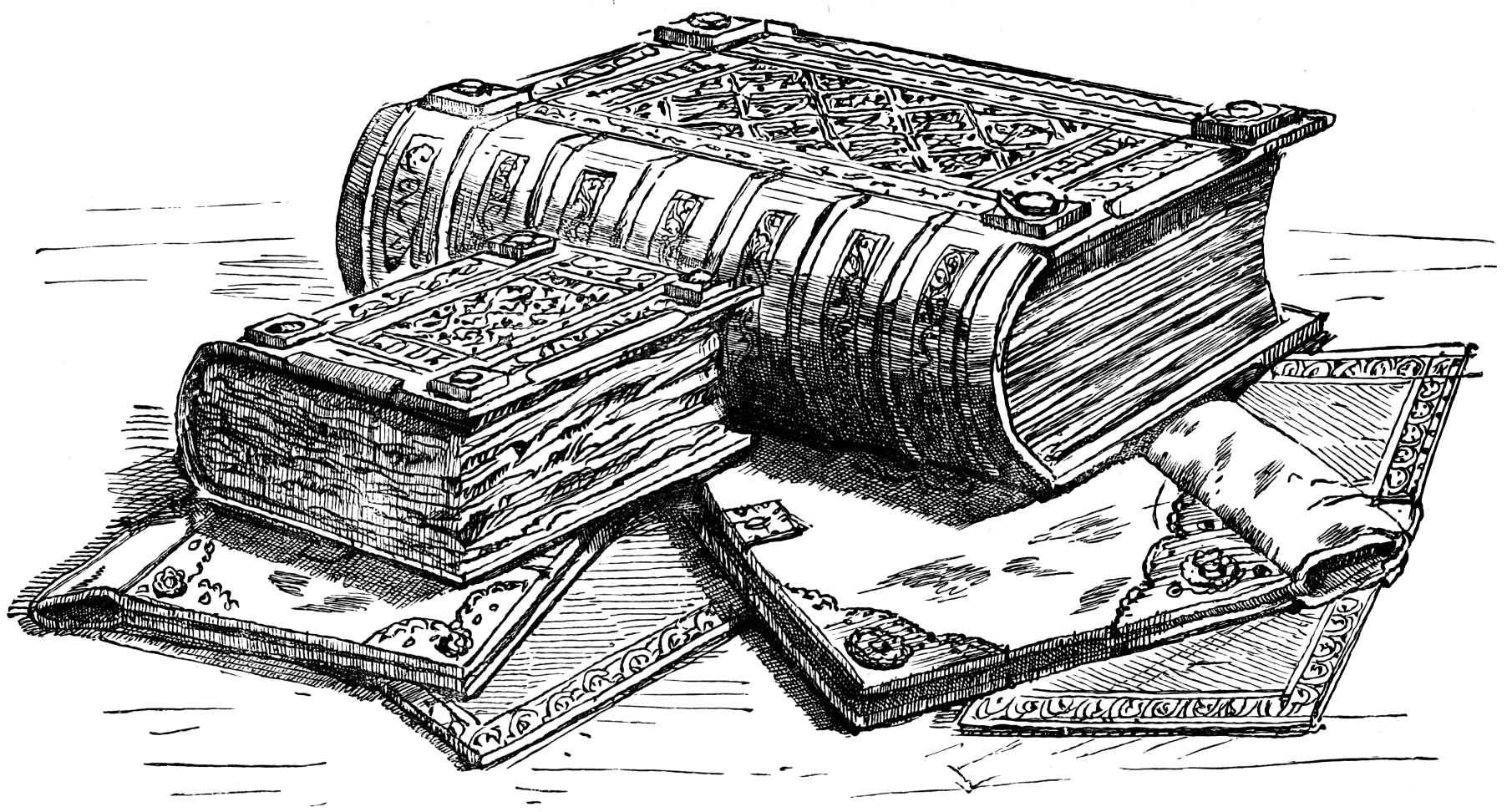
Perokresba Domesday Book

Domesday Book (také označovaná jako Domesday, Kniha posledního soudu nebo Kniha z Winchesteru) je záznam podrobného majetkového průzkumu Anglie, který byl nařízen Vilémem Dobyvatelem a dokončen v roce 1086. Průzkum byl podobný dnešnímu sčítání lidu a Domesday je seznam panství a obcí s počty domů a hospodářství, včetně jejich ocenění. Vilém potřeboval informace o zemi, kterou právě dobyl, aby ji mohl dobře spravovat.
Jedním z hlavních důvodů průzkumu bylo zjistit, kdo co vlastní, a aby tak majetek mohl být zdaněn. Záznamy knihy byly konečné – cokoliv bylo zaznamenáno o majiteli či hodnotě majetku bylo nezpochybnitelným zákonem. Kniha je napsána latinsky, ačkoliv byly použity i některé místní názvy bez latinských ekvivalentů. Kniha je psána velmi úhledným písmem, ale text je plný zkratek, takže se obtížně čte. Jméno „Domesday“ znamená Poslední soud a kronikář R. FitzNigel roku 1179 píše, že se tak knize říkalo proto, že její ustanovení byla definitivní a nezměnitelná, jako u Posledního soudu.

## Obsah knihy
Domesday Book se ve skutečnosti skládá ze dvou samostatných knih. První z nich, známá jako Malá (Little) Domesday, pokrývá Norfolk, Suffolk a Essex. Druhá, Velká (Great) Domesday, zahrnuje zbytek Anglie, kromě území na severu, nyní známých jako Westmorland, Cumberland, Northumberland a hrabství Durham (protože některé z těchto oblastí byly v té době pod kontrolou Skotska). Průzkum také nebyl proveden v Londýně, Winchesteru a některých dalších městech. Tato dvě velká města byla pravděpodobně vynechána kvůli své velikosti, Cumberland chybí, protože byl dobyt až několik let po průzkumu. Výlučné právo vybírat daně v Durhamu měl princ biskup William ze St. Carilef. Vynechání dalších částí dosud nebylo uspokojivě vysvětleno. Část severní Anglie byla prozkoumána roku 1183 v „Boldon Book“, která zaznamenává oblast zdaňovanou biskupem z Durhamu.
Navzdory svému jménu je Malá Domesday vlastně větší – je mnohem detailnější, zmiňuje až počty kusů dobytka. Podle některých badatelů vznikla Malá Domesday jako první, ale ukázalo se být nemožným dokončit i Velkou Domesday na stejně detailní úrovni.
Záznamy v obou svazcích nebyly řazeny geograficky, ale podle příslušnosti k určitému lénu či panství. Pozemky se tak řadily k místnímu baronovi nebo jiné osobě či instituci, která měla půdu udělenou přímo od panovníka.
Seznam pro každé hrabství vždy začíná majetky samého krále, následují majetky církevní a klášterní, po nich hlavní nájemci (baroni) a nakonec několik málo žen, které také držely půdu.
U některých hrabství byl pro jedno či několik důležitých měst vytvořen zvláštní oddíl, podobně jako pro sporné nároky. Tato pravidla byla více uplatněna u většího svazku, systém u Malé Domesday je méně precizní.
Domesday pokrývá kromě celého venkova, který tvoří hlavní objem záznamů, i většinu měst. U měst jsou uvedeny některá zvyková práva, povinnosti vojenské služby, práv trhu, ražení mincí, atd.

## Průzkum
Anglosaská kronika uvádí, že plánování průzkumu začalo v roce 1085 a podle údajů v Domesday Book byl dokončen o rok později. Není známo, kdy přesně byla data zpracována, ale Velká Domesday byla pravděpodobně opsána jedinou osobou.
Skupina královských zmocněnců (legátů) navštívila každé hrabství, kde vznesly veřejnou žádost, pravděpodobně na velkém shromáždění za účasti představitelů všech měst a všech místních šlechticů. Za odevzdání výsledků průzkumu odpovídalo dvanáct místních soudních přísedících za každou administrativní jednotku „Hundred“ (část hrabství). Polovina zmocněnců byli Angličané, druhá polovina Normané.

## Pozdější osudy Domesday Book
Domesday Book byla původně uložena v královské pokladnici ve Winchesteru (hlavní město normanské Anglie). Odtud také název Kniha z Winchesteru. Když se pokladnice přesunula do Westminsteru, pravděpodobně za vlády Jindřicha II., kniha se přestěhovala také. Ve středověku byly její záznamy běžně používány jako podklady soudních pří, a dokonce i dnes bývá v některých soudních případech používána. Faksimile Domesday Book z roku 1862 bylo první takovou reprodukcí celé knihy.
Ve Westminsteru zůstala kniha až do doby vlády královny Viktorie a po několika přesunech je dnes umístěna ve vitríně muzea Národního archivu v Kew, jihozápadním předměstí Londýna. Roku 1986 byla kniha znovu svázána do dvou a tří svazků.